# Гілмор (Арканзас)
Гілмор (англ. Gilmore) — місто (англ. city) в США, в окрузі Кріттенден штату Арканзас. Населення — 176 осіб (2020).

## Географія
Гілмор розташований на висоті 69 метрів над рівнем моря за координатами 35°24′42″ пн. ш. 90°16′40″ зх. д. / 35.41167° пн. ш. 90.27778° зх. д. (35.411586, -90.277870).  За даними Бюро перепису населення США в 2010 році місто мало площу 0,57 км², уся площа — суходіл. В 2017 році площа становила 35,09 км², з яких 35,03 км² — суходіл та 0,07 км² — водойми.

## Демографія
Згідно з переписом 2010 року, у місті мешкало 188 осіб у 64 домогосподарствах у складі 44 родин. Густота населення становила 328 осіб/км².  Було 83 помешкання (145/км²). 
Расовий склад населення:
| - 76,6 % — чорних або афроамериканців - 22,3 % — білих - 1,1 % — осіб інших рас |

До двох чи більше рас належало 0,0 %. Іспаномовні складали 1,1 % від усіх жителів.
За віковим діапазоном населення розподілялося таким чином: 26,1 % — особи молодші 18 років, 62,7 % — особи у віці 18—64 років, 11,2 % — особи у віці 65 років та старші. Медіана віку мешканця становила 38,0 року. На 100 осіб жіночої статі у місті припадало 113,6 чоловіків;  на 100 жінок у віці від 18 років та старших — 93,1 чоловіків також старших 18 років.
Середній дохід на одне домашнє господарство  становив 33 156 доларів США (медіана — 24 653), а середній дохід на одну сім'ю — 39 828 доларів (медіана — 40 104). За межею бідності перебувало 21,0 % осіб, у тому числі 0,0 % дітей у віці до 18 років та 20,4 % осіб у віці 65 років та старших.
Цивільне працевлаштоване населення становило 101 осіб. Основні галузі зайнятості: освіта, охорона здоров'я та соціальна допомога — 29,7 %, сільське господарство, лісництво, риболовля — 20,8 %, виробництво — 15,8 %, роздрібна торгівля — 12,9 %.
За даними перепису населення 2000 року в Гілморі мешкало 292 особи, 78 сімей, налічувалося 100 домашніх господарств і 114 житлових будинків. Середня густота населення становила близько 486,7 людини на один квадратний кілометр. Расовий склад Гілмора за даними перепису розподілився таким чином: 19,86% білих, 79,11% — чорних або афроамериканців, 0,34% — представників змішаних рас, 0,68% — інших народів.
З 100 домашніх господарств в 38,0% — виховували дітей у віці до 18 років, 43,0% представляли собою подружні пари, які спільно проживали, в 31,0% сімей жінки проживали без чоловіків, 22,0% не мали сімей. 22,0% від загального числа сімей на момент перепису жили самостійно, при цьому 8,0% склали самотні літні люди у віці 65 років та старше. Середній розмір домашнього господарства склав 2,92 особи, а середній розмір родини — 3,38 особи.
Населення міста за віковим діапазоном за даними перепису 2000 року розподілилося таким чином: 35,3% — жителі молодше 18 років, 9,9% — між 18 і 24 роками, 24,3% — від 25 до 44 років, 19,9% — від 45 до 64 років і 10,6% — у віці 65 років та старше. Середній вік мешканця склав 30 років. На кожні 100 жінок в Гілморі припадало 105,6 чоловіків, у віці від 18 років та старше — 83,5 чоловіків також старше 18 років.
Середній дохід на одне домашнє господарство в місті склав 20 625 доларів США, а середній дохід на одну сім'ю — 22 031 долар. При цьому чоловіки мали середній дохід в 29 375 доларів США на рік проти 18 000 доларів середньорічного доходу у жінок. Дохід на душу населення в місті склав 8867 доларів на рік. 29,1% від усього числа сімей в окрузі і 38,6% від усієї чисельності населення перебувало на момент перепису населення за межею бідності, при цьому 52,2% з них були молодші 18 років і 44,8% — у віці 65 років та старше.